# Det spökar - det spökar ...
Det spökar – det spökar... är en svensk komedifilm från 1943 regisserad av Hugo Bolander.

## Handling
Vicke Vire läser om en porslinsservis som han får lust att köpa, ägarinnan är dock inte intresserad av att sälja. Han beslutar sig därför att åka hem till ägarinnan för att försöka övertala henne. Det visar sig att ett par tjuvar också är intresserade av servisen. Samtidigt rymmer djuren från en cirkus i närheten, även dessa tar sig dit. Alla skrämmer varandra och rusar runt i huset. 

## Om filmen
Filmen är inspelad på Folkan samt i Enskede och Övre Rudasjön och Nedre Rudasjön i Österhaninge. Den hade premiär den 6 september 1943 på Metropol i Gävle.

## Rollista
- Nils Poppe – Viktor "Vicke Vire" Virén
- Carl Reinholdz – Kalle Browning
- John Botvid – Andersson
- Joe Naster – onkel Tom
- Birgitta Arman – Brita Lind
- Egon Larsson – Stefan
- Millan Bolander – Karin Maard
- Carl Hagman – trombonspelaren
- Sigge Fürst – Klock-Emil
- Ragnar Falck – Kassaskåps-Oskar
- Arne Lindblad – anställd på skönhetssalongen
- Gösta Bodin – mannen utanför telefonkiosken
- Åke Collett – Steffes kamrat

### Ej krediterade
- Hanny Schedin – Britas husa
- Birger Sahlberg – mannen vid frimärksautomaten
- Victor Thorén – mannen i skönhetssalongen
- John Hilke – poliskonstapeln
- Allan Johansson – pianisten
- Georg Skarstedt – detektiv
- Verner Oakland – detektiv
- Axel Isaksson – stinsen
- Carl Ericson – Karlsson
- Keve Hjelm – mannen som går in på skönhetssalongen

### Webbkällor
- Det spökar - det spökar ... på Svensk Filmdatabas